# کیت کیترج: یک دختر آمریکایی
کیت کیترج: یک دختر آمریکایی (به انگلیسی: Kit Kittredge: An American Girl) فیلمی محصول سال ۲۰۰۸ و به کارگردانی پاتریشیا رزما است. در این فیلم بازیگرانی همچون ابیگیل برسلین، جولیا اورموند، کریس اودانل، گلن هدلی، جین کراکوسکی، والاس شاون، جون کیوسک، استنلی توچی، مکس تیریوت، مدیسون دونپورت، زک میلز، ویلو اسمیت، کالین ماکری و کنت ولش ایفای نقش کرده‌اند.